# بني كيل
 بني كيل (بالإنجليزية: BNI GUIL)‏ هي جماعة قروية تابعة لإقليم فكيك ضمن الجهة الشرقية بالمغرب. بلغ مجموع عدد سكان  بني كيل حسب إحصاءات 2004 حوالي 9059 نسمة يعيشون في 1361 أسرة.
ينقسم الهيكل القبلي لبني كيل إلى أفخاد منهم : أولاد رحو، أولاد أحمد، أولاد جابر، أولاد أيوب، أولاد فارس، أولاد علي بلحسن، أولاد بلحسن، أولاد علي بن ياسين، أولاد مبارك، أولاد سلامة، لعلاونة، أولاد حاجي، أولاد إبراهيم، أولاد شعيب، أولاد رمضان، أولاد مولود، أولاد حمامة، بني اعمر. كانت هذه القبائل ولا تزال تمارس تربية الأغنام والأبقار والماعز والجمال وبعض الزراعات البورية كنشاط اقتصادي على مساحات رعوية شاسعة

## إحصاء عام
| السنة | عدد السكان | عدد الأسر | عدد الأجانب |
| ----- | ---------- | --------- | ----------- |
| 1994  | 9014       | 1245      | °°°°        |
| 2004  | 9059       | 1361      | 0           |